# Троицкий холм (Уфа)
Троицкий холм — возвышенность между Ногайским и Сутолоцким оврагами, у Оренбургской переправой в Старой Уфе города Уфы.
На южной оконечности холма построен Уфимский кремль, на месте которого расположены Троицкая площадь и монумент Дружбы. Ранее на холме находилась уничтоженная каменная Троицкая церковь — первый православный храм города.

## Название
Назван по обыденной Троицкой церкви, построенной 30 мая 1574 в Троицын день, где на берегу реки Белой, между устьями рек Ногайки и Сутолоки, высадился отряд московских стрельцов с воеводой И. Г. Нагим.

## История
С момента постройки Уфимского кремля, холм застраивался на всем своём протяжении, вдоль Большой Казанской улицы (ныне — Октябрьской революции).